# Franz Kießling (Maler)
Franz Julius Kießling (* 22. Juni 1811 in Altenburg; † 12. August 1858 ebenda) war ein deutscher Maler und Kopist des 19. Jahrhunderts im Umfeld des Hofes von Sachsen-Altenburg.

## Leben
Franz Kießling war der Sohn des Altenburger Hofgoldschmiedes Johann Wilhelm Kießlings. Im Jahr 1828 wurde er Schüler des Porträtmalers Ludwig Döll, der an der Altenburger Zeichenschule als Lehrer tätig war. Durch ein Stipendium der Herzogin Amalie von Sachsen-Altenburg wurde ihm ein Studium an der Dresdener Akademie ermöglicht. 1836 wechselte er an die Akademie der Bildenden Künste München. In München wurde er Mal- und Zeichenlehrer der Kinder der aus dem nachmaligen Haus Sachsen-Altenburg stammenden bayrischen Königin Therese. Für Bernhard von Lindenau bereiste er anschließend Frankreich und Italien, um Kopien alter Meister für dessen Kunstsammlung anzufertigen. Er wurde im Jahr 1846 durch Herzog Joseph von Sachsen-Altenburg zum Professor in Sachsen-Altenburg ernannt und zog zurück in seine Geburtsstadt, wo er zwölf Jahre später verstarb.